# Risoluzioni del Consiglio di sicurezza delle Nazioni Unite (801-900)
| Risoluzione | Data              | Voto (favorevoli/contrari/non votanti)                | Oggetto |
| ----------- | ----------------- | ----------------------------------------------------- | --- |
| 801         | 8 gennaio 1993    | Adottata senza voto                                   | Nuovo membro: Repubblica Ceca |
| 802         | 25 gennaio 1993   | Adottata all'unanimità                                | Azioni dell'esercito croato nelle zone protette dall'ONU in Croazia                                                                  |
| 803         | 28 gennaio 1993   | Adottata all'unanimità                                | Estensione del mandato dell'UNIFIL                                                                                                   |
| 804         | 29 gennaio 1993   | Adottata all'unanimità                                | Estensione del mandato dell'UNAVEM II e richiesta di cessazione del conflitto                                                        |
| 805         | 4 febbraio 1993   | Adottata all'unanimità                                | Indizione delle votazioni per la Corte internazionale di giustizia                                                                   |
| 806         | 5 febbraio 1993   | Adottata all'unanimità                                | Militarizzazione della missione d'osservazione UNIKOM a seguito delle incursioni irachene                                            |
| 807         | 19 febbraio 1993  | Adottata all'unanimità                                | Estensione del mandato dell'UNPROFOR                                                                                                 |
| 808         | 22 febbraio 1993  | Adottata all'unanimità                                | Proposta di istituzione del Tribunale penale internazionale per l'ex-Jugoslavia                                                      |
| 809         | 2 marzo 1993      | Adottata all'unanimità                                | Piano di pace per il Sahara Occidentale                                                                                              |
| 810         | 8 marzo 1993      | Adottata all'unanimità                                | Elezioni dell'Assemblea costituente in Cambogia                                                                                      |
| 811         | 12 marzo 1993     | Adottata all'unanimità                                | Richiesta di cessate il fuoco durante la Guerra civile in Angola; organizzazione di un incontro tra governo e UNITA                  |
| 812         | 12 marzo 1993     | Adottata all'unanimità                                | Situazione politica del Ruanda |
| 813         | 26 marzo 1993     | Adottata all'unanimità                                | Processo di pace in Liberia al termine della Prima guerra civile liberiana                                                           |
| 814         | 26 marzo 1993     | Adottata all'unanimità                                | Estensione del mandato e ampliamento dei poteri dell'UNAVEM II                                                                       |
| 815         | 30 marzo 1993     | Adottata all'unanimità                                | Estensione del mandato dell'UNPROFOR                                                                                                 |
| 816         | 31 marzo 1993     | 14–0–1 (astenuti: Cina)                               | Estensione del divieto di volo su Bosnia ed Erzegovina                                                                               |
| 817         | 7 aprile 1993     | Adottata all'unanimità                                | Nuovo membro: Repubblica di Macedonia                                                                                                |
| 818         | 14 aprile 1993    | Adottata all'unanimità                                | Implementazione degli Accordi di pace di Roma in Mozambico                                                                           |
| 819         | 16 aprile 1993    | Adottata all'unanimità                                | Richiesta di dichiarare Srebrenica e le aree circostanti come aree protette delle Nazioni Unite                                      |
| 820         | 17 aprile 1993    | 13–0–2 (astenuti: Cina, Russia)                       | Piano di pace per gli stati creati dalla dissoluzione della Repubblica socialista di Jugoslavia                                      |
| 821         | 28 aprile 1993    | 13–0–2 (astenuti: Cina, Russia)                       | Critica alla mancata partecipazione della Jugoslavia ai lavori del Consiglio economico e sociale delle Nazioni Unite                 |
| 822         | 30 aprile 1993    | Adottata all'unanimità                                | Prima guerra del Nagorno Karabakh tra Armenia e Azerbaijan                                                                           |
| 823         | 30 aprile 1993    | Adottata all'unanimità                                | Estensione del mandato dell'UNAVEM II                                                                                                |
| 824         | 6 maggio 1993     | Adottata all'unanimità                                | Area sicure protette nel territorio della Bosnia ed Erzegovina                                                                       |
| 825         | 11 maggio 1993    | 13–0–2 (astenuti: Cina, Pakistan)                     | Critica alla decisione della Corea del Nord di terminare l'appoggio al Trattato di non proliferazione nucleare                       |
| 826         | 20 maggio 1993    | Adottata all'unanimità                                | Elezioni dell'assemblea costituente in Cambogia                                                                                      |
| 827         | 25 maggio 1993    | Adottata all'unanimità                                | Istituzione del Tribunale penale internazionale per l'ex-Jugoslavia                                                                  |
| 828         | 26 maggio 1993    | Adottata senza voto                                   | Nuovo membro: Eritrea |
| 829         | 26 maggio 1993    | Adottata senza voto                                   | Nuovo membro: Monaco |
| 830         | 26 maggio 1993    | Adottata all'unanimità                                | Estensione del mandato dell'UNDOF |
| 831         | 27 maggio 1993    | 14–0–1 (astenuti: Pakistan)                           | Rapporto sulle operazioni dell'UNFICYP                                                                                               |
| 832         | 27 maggio 1993    | Adottata all'unanimità                                | Ampliamento del mandato dell'ONUSAL                                                                                                  |
| 833         | 27 maggio 1993    | Adottata all'unanimità                                | Lavori della UNKBDC |
| 834         | 1 giugno 1993     | Adottata all'unanimità                                | Extends mandate of the United Nations Angola Verification Mission II, peace process                                                  |
| 835         | 2 giugno 1993     | Adottata all'unanimità                                | Risultati delle elezioni della costituente in Cambogia                                                                               |
| 836         | 4 giugno 1993     | 13–0–2 (astenuti: Pakistan, Venezuela)                | Estensione del mandato dell'UNPROFOR                                                                                                 |
| 837         | 6 giugno 1993     | Adottata all'unanimità                                | Codanna degli attacchi contro la UNOSOM II                                                                                           |
| 838         | 10 giugno 1993    | Adottata all'unanimità                                | Opzioni per l'invio di osservatori speciali in Bosnia ed Erzegovina                                                                  |
| 839         | 11 giugno 1993    | Adottata all'unanimità                                | Estensione del mandato dell'[UNFICYP]                                                                                                |
| 840         | 15 giugno 1993    | Adottata all'unanimità                                | Risultati delle elezioni per l'assemblea costituente in Cambogia                                                                     |
| 841         | 16 giugno 1993    | Adottata all'unanimità                                | Sanzioni contro il governo di Raoul Cédras ad Haiti                                                                                  |
| 842         | 18 giugno 1993    | Adottata all'unanimità                                | Contributi ai corpi di pace per la missione UNPROFOR in Macedonia del Nord                                                           |
| 843         | 18 giugno 1993    | Adottata all'unanimità                                | Conferma dei poteri del comitato istituito dalla risoluzione 724 in materia di richieste di assistenza                               |
| 844         | 18 giugno 1993    | Adottata all'unanimità                                | Autorizzazione all'ampliamento dell'UNPROFOR                                                                                         |
| 845         | 18 giugno 1993    | Adottata all'unanimità                                | Possibili risoluzioni del conflitto tra Grecia e Macedonia del Nord a proposito della disputa sul nome della Repubblica di Macedonia |
| 846         | 22 giugno 1993    | Adottata all'unanimità                                | Istituzione dell'UNOMUR |
| 847         | 30 giugno 1993    | Adottata all'unanimità                                | Estensione del mandato dell'UNPROFOR durante la Guerra d'indipendenza croata                                                         |
| 848         | 8 luglio 1993     | Adottata senza voto                                   | Nuovo membro: Andorra |
| 849         | 9 luglio 1993     | Adottata all'unanimità                                | Richiesta di un cessate il fuoco e dell'invio di osservatori in Abcasia e Georgia durante la Guerra georgiano-abcasa                 |
| 850         | 9 luglio 1993     | Adottata all'unanimità                                | Implementazione degli Accordi di pace di Roma e istituzione dell'Esercito mozambicano                                                |
| 851         | 15 luglio 1993    | Adottata all'unanimità                                | Estensione del mandato dell'UNAVEM II                                                                                                |
| 852         | 28 luglio 1993    | Adottata all'unanimità                                | Estensione del mandato dell'UNIFIL                                                                                                   |
| 853         | 29 luglio 1993    | Adottata all'unanimità                                | Assedio di Aghdam e di altre aree dell'Azerbaigian durante le Offensive dell'estate 1993                                             |
| 854         | 6 agosto 1993     | Adottata all'unanimità                                | Invio di osservatori militari durante la Guerra georgiano-abcasa                                                                     |
| 855         | 9 agosto 1993     | 14–0–1 (astenuti: China)                              | Rifiuto della Serbia e Montenegro di acconsentire alle missioni in Kosovo, Sandjak and Voivodina                                     |
| 856         | 10 agosto 1993    | Adottata all'unanimità                                | Proposta di istituzione di una missione in Liberia e di invio di osservatori nella prima guerra civile liberiana                     |
| 857         | 20 agosto 1993    | Adottata all'unanimità                                | Nomina dei giudici del tribunale penale per l'ex-Jugoslavia                                                                          |
| 858         | 24 agosto 1993    | Adottata all'unanimità                                | Istituzione della missione in Georgia                                                                                                |
| 859         | 24 agosto 1993    | Adottata all'unanimità                                | Accordi politici per la Bosnia ed Erzegovina al termine della guerra                                                                 |
| 860         | 27 agosto 1993    | Adottata all'unanimità                                | Dissoluzione dell'UNTAC |
| 861         | 27 agosto 1993    | Adottata all'unanimità                                | Termine delle sanzioni economiche contro Haiti                                                                                       |
| 862         | 31 agosto 1993    | Adottata all'unanimità                                | Proposta di una missione ad Haiti e invio di osservatori                                                                             |
| 863         | 13 settembre 1993 | Adottata all'unanimità                                | Implementazione degli Accordi di Roma in Mozambico                                                                                   |
| 864         | 15 settembre 1993 | Adottata all'unanimità                                | Estensione del mandato dell'UNAVEM III ed embargo contro l'UNITA                                                                     |
| 865         | 22 settembre 1993 | Adottata all'unanimità                                | Processo di riconciliazione e accordi politici in Somalia                                                                            |
| 866         | 22 settembre 1993 | Adottata all'unanimità                                | Istituzione dell'UNMIL |
| 867         | 23 settembre 1993 | Adottata all'unanimità                                | Istituzione dell'UNMIH |
| 868         | 29 settembre 1993 | Adottata all'unanimità                                | Istituzione di nuovi mandati di sicurezza per le missioni di pace                                                                    |
| 869         | 30 settembre 1993 | Adottata all'unanimità                                | Estensione del mandato per l'UNPROFOR                                                                                                |
| 870         | 1 ottobre 1993    | Adottata all'unanimità                                | Estensione del mandato per l'UNPROFOR                                                                                                |
| 871         | 4 ottobre 1993    | Adottata all'unanimità                                | Estensione del mandato per l'UNPROFOR, invio dei corpi di pace in Croazia                                                            |
| 872         | 5 ottobre 1993    | Adottata all'unanimità                                | Istituzione dell'UNAMIR |
| 873         | 13 ottobre 1993   | Adottata all'unanimità                                | Termine delle sanzioni contro Haiti                                                                                                  |
| 874         | 14 ottobre 1993   | Adottata all'unanimità                                | Accordi di pace dopo la Prima guerra del Nagorno Karabakh                                                                            |
| 875         | 16 ottobre 1993   | Adottata all'unanimità                                | Sanzioni contro Haiti |
| 876         | 19 ottobre 1993   | Adottata all'unanimità                                | Violazione degli accordi di pace in Abcasia                                                                                          |
| 877         | 21 ottobre 1993   | Adottata senza voto                                   | Nomina di Ramón Escovar-Salom a procuratore presso il Tribunale penale internazionale per l'ex-Jugoslavia                            |
| 878         | 29 ottobre 1993   | Adottata all'unanimità                                | Estensione del mandato dell'UNOSOM II                                                                                                |
| 879         | 29 ottobre 1993   | Adottata all'unanimità                                | Estensione del mandato dell'ONUMOZ                                                                                                   |
| 880         | 4 novembre 1993   | Adottata all'unanimità                                | Estensione del mandato dell'UNOMIG                                                                                                   |
| 881         | 4 novembre 1993   | Adottata all'unanimità                                | Estensione del mandato dell'UNOMIG                                                                                                   |
| 882         | 5 novembre 1993   | Adottata all'unanimità                                | Estensione del mandato dell'ONUMOZ e progressi negli accordi di pace in Mozambico                                                    |
| 883         | 11 novembre 1993  | 11–0–4 (astenuti: China, Djibouti, Marocco, Pakistan) | Sanzioni internazionali contro la Libia per mancata collaborazione nell'implementare la risoluzione 731 e 748                        |
| 884         | 12 novembre 1993  | Adottata all'unanimità                                | Conflitti nel Nagorno-Karabakh e aree circostanti                                                                                    |
| 885         | 16 novembre 1993  | Adottata all'unanimità                                | Istituzione della commissione d'inchiesta sugli attacchi all'UNAVEM II                                                               |
| 886         | 18 novembre 1993  | Adottata all'unanimità                                | Estensione del mandato dell'UNAVEM II                                                                                                |
| 887         | 29 novembre 1993  | Adottata all'unanimità                                | Estensione del mandato dell'UNDOF |
| 888         | 30 novembre 1993  | Adottata all'unanimità                                | Estensione del mandato dell'ONUSAL                                                                                                   |
| 889         | 15 dicembre 1993  | Adottata all'unanimità                                | Estensione del mandato dell'UNFICYP e Questione di Cipro                                                                             |
| 890         | 15 dicembre 1993  | Adottata all'unanimità                                | Estensione del mandato dell'UNAVEM II e accordi di pace in Angola                                                                    |
| 891         | 20 dicembre 1993  | Adottata all'unanimità                                | Estensione del mandato dell'UNOMUR                                                                                                   |
| 892         | 22 dicembre 1993  | Adottata all'unanimità                                | Invio di ulteriori forze nel contesto dell'Operazione UNOMIG                                                                         |
| 893         | 6 gennaio 1994    | Adottata all'unanimità                                | Invio delle forze dell'UNOMUR e Accordi di Arusha                                                                                    |
| 894         | 14 gennaio 1994   | Adottata all'unanimità                                | Invio di osservatori in Sudafrica durante le Elezioni generali in Sudafrica del 1994                                                 |
| 895         | 28 gennaio 1994   | Adottata all'unanimità                                | Estensione del mandato dell'UNIFIL                                                                                                   |
| 896         | 31 gennaio 1994   | Adottata all'unanimità                                | Proposta di invio dei corpi di pace in Abcasia                                                                                       |
| 897         | 4 febbraio 1994   | Adottata all'unanimità                                | Estensione del mandato dell'UNAVEM II                                                                                                |
| 898         | 23 febbraio 1994  | Adottata all'unanimità                                | Ampliamento dell'ONUMOZ con corpi di polizia                                                                                         |
| 899         | 4 marzo 1994      | Adottata all'unanimità                                | Indennizzo ai cittadini privati iracheni con beni nel territorio del Kuwaiti in seguito alla demarcazione dei confini                |
| 900         | 4 marzo 1994      | Adottata all'unanimità                                | Ripristino dei servizi pubblici essenziali a Sarajevo e dintorni                                                                     |